# 大阪重粒子線センター
大阪重粒子線センター（おおさかじゅうりゅうしせんセンター）は、大阪府大阪市中央区大手前にある、重粒子線がん治療を行う医療機関である。

## 概要
大阪初となる重粒子線がん治療施設である。
2010年（平成22年）3月の成人病センター整備基本構想、及び2011年（平成23年）9月の大阪府議会での「成人病センター建て替えを契機とした粒子線治療装置などの最先端医療技術導入構想」の議論を踏まえ、2013年（平成25年）7月に「重粒子線がん治療施設整備運営事業」を行う民間事業者の公募が行われ、2013年（平成25年）12月に代表事業者を医療法人協和会、構成事業者をグリーンホスピタルサプライ（シップヘルスケアホールディングス連結子会社）、協力事業者を日建設計、鹿島建設、東芝（東芝は後に日立製作所に変更）で構成されるグループに決定された。
2018年（平成30年）10月16日に治療を開始した。2020年12月までの治療実績は延べ1,054例である。

## 施設概要
- 建物整備・管理：大阪重粒子線施設管理株式会社（シップヘルスケアホールディングス73.8%出資、連結子会社[3]）
- 敷地：所有者の大阪府立病院機構から定期借地
- 敷地面積：5,398m²
- 建築面積：3,430m²
- 延床面積：8,849m²
- 設計：日建設計[4]
- 施工：鹿島建設関西支店[4]
- 構造：鉄骨造、3階建て
- 高さ：21.6m
- 竣工：2017年9月[4]
- 治療室：3室（6ポート）
- 備考：大阪都市景観建築賞第39回奨励賞を受賞[4]

## 診療科
- 放射線科